# Baruch Spinoza
Baruch Spinoza ali Benedict de Spinoza (hebrejsko ברוך שפינוזה‎, latinsko Benedictus de Spinoza), nizozemski filozof judovskega rodu, * 24. november 1632, Amsterdam, Nizozemska, † 21. februar 1677, Haag, Nizozemska.

## Mladost
Spinoza je bil deležen judovske vzgoje in izobrazbe. Njegovi starši so bili potomci Sefardov, Judov z Iberskega polotoka, ki so jih konec 15. stoletja pregnali iz Španije in Portugalske. Zaradi družinskih razlogov se je sprva naučil španščino, portugalščino, pozneje pa tudi nizozemščino, hebrejščino in latinščino, v kateri je pisal. Njegova mati, Ana Débora, je umrla, ko je imel Spinoza komaj 6 let, njegov oče in uspešen trgovec, Miguel Spinoza, pa je leta 1654  padel v eni izmed bitk v Prvi Anglo-Nizozemski vojni. Kljub izgubi staršev in premoženja je skrbel za svojega brata Gabriela in se posvetil filozofiji ter optiki, ukvarjal se je tudi z matematiko. Pri 24 letih so ga zaradi heretičnih stališč izključili iz judovske skupnosti. V tem času je svoje krstno ime spremenil iz hebrejske oblike Baruch v latinsko obliko Benedict. Poslej je živel v samoti in se preživljal z brušenjem leč za očala, mikroskope in teleskope. Preučeval je Kopernikova, Keplerjeva, Galilejeva, Hobbesova in Descartesova dela.

## Življenjsko delo

### Bog je vzrok vseh stvari, ki so v njem
Spinoza je sprejel Descartesovo stališče, da pri znanstvenih spoznanjih lahko izhajamo le iz nedvomnih premis in jih razvijamo z logičnim sklepanjem. Hkrati pa je uvidel, da so nekateri problemi ostali nerešeni, kot npr. kako lahko duh giblje snov po prostoru, če je vsa realnost sestavljena iz dveh popolnoma različnih substanc, tj. materialne in mentalne oz. snovi in duha. Drugi večji problem je bil povezan s svobodno voljo: kako je slednja mogoča, če vse določa znanost oz. če je vse, kar se zgodi, mogoče z logično nujnostjo izpeljati iz očitnih premis, in predvsem kakšno mesto zavzema Bog v takšnem sistemu? Če je vse dogajanje mogoče pojasniti z znanstvenimi zakoni in matematičnimi enačbami, potemtakem Bog ne obstaja. V zvezi s tem je prihajalo do velikih polemik; Isaac Newton npr. je razlagal, da je vesolje božja stvaritev, a ga je Bog prepustil samostojnemu delovanju v skladu z določenimi (naravnimi) zakoni.
Spinoza se je problema lotil z zanikanjem Descartesovega dualizma (tj. temeljna delitev na snov in duha). Bog je neskončen, kar pomeni, da ne more imeti meja, in zato ne more obstajati nič, kar ni Bog. Z drugimi besedami, Bog je koekstenziven z vsem, kar obstaja. Poleg tega je Bog celota vsega in ne potrebuje za svoj obstoj ničesar zunaj sebe. S tem je torej redefiniral Descartesovo definicijo substance, ki za svoj obstoj ne potrebuje ničesar zunaj sebe. Izhajajoč iz koekstenzivnosti Boga z vsem sta religiozno opisovanje vesolja in po drugi strani predstavljanje vesolja z različnimi objekti (npr. s planeti) različna načina opisovanja iste resničnosti oz. na isto bivajočo entiteto gledamo z dveh različnih vidikov. Tako je ena vrsta kategorij abstraktna ali duhovna (religioznost), druga pa materialna.
Tako je bil Spinoza največji panteist med zahodnimi filozofi.

### Pravi cilj vladanja je svoboda
V svojem delu Teološko-politična razprava (latinsko Tractatus Theologico-Philosophicus) Spinoza zagovarja svobodo izražanja. Ne samo, da svoboda govora ni združljiva z javnim redom, pač pa ga tudi zagotavlja. To stališče je postalo del liberalističnega pogleda na svet. Dejal je tudi, da v racionalno urejeni družbi »vsak človek lahko misli, kar hoče«, in dodal bistveno, da »v svobodni državi kršijo mir prav tisti, ki poskušajo ovirati svobodo govora, ki ji ne morejo gospodovati«.

### Preučevanje Svetega pisma
Poleg tega, da je bil filozof, je bil tudi prvi pomembni učenjak, ki je Sveto pismo preučeval kot zgodovinski dokument. S tem je vpeljal t. i. filološko-zgodovinsko kritiko, ki se je uveljavila pozneje, v 19. in 20. stoletju.
.